# K11 (홍콩)

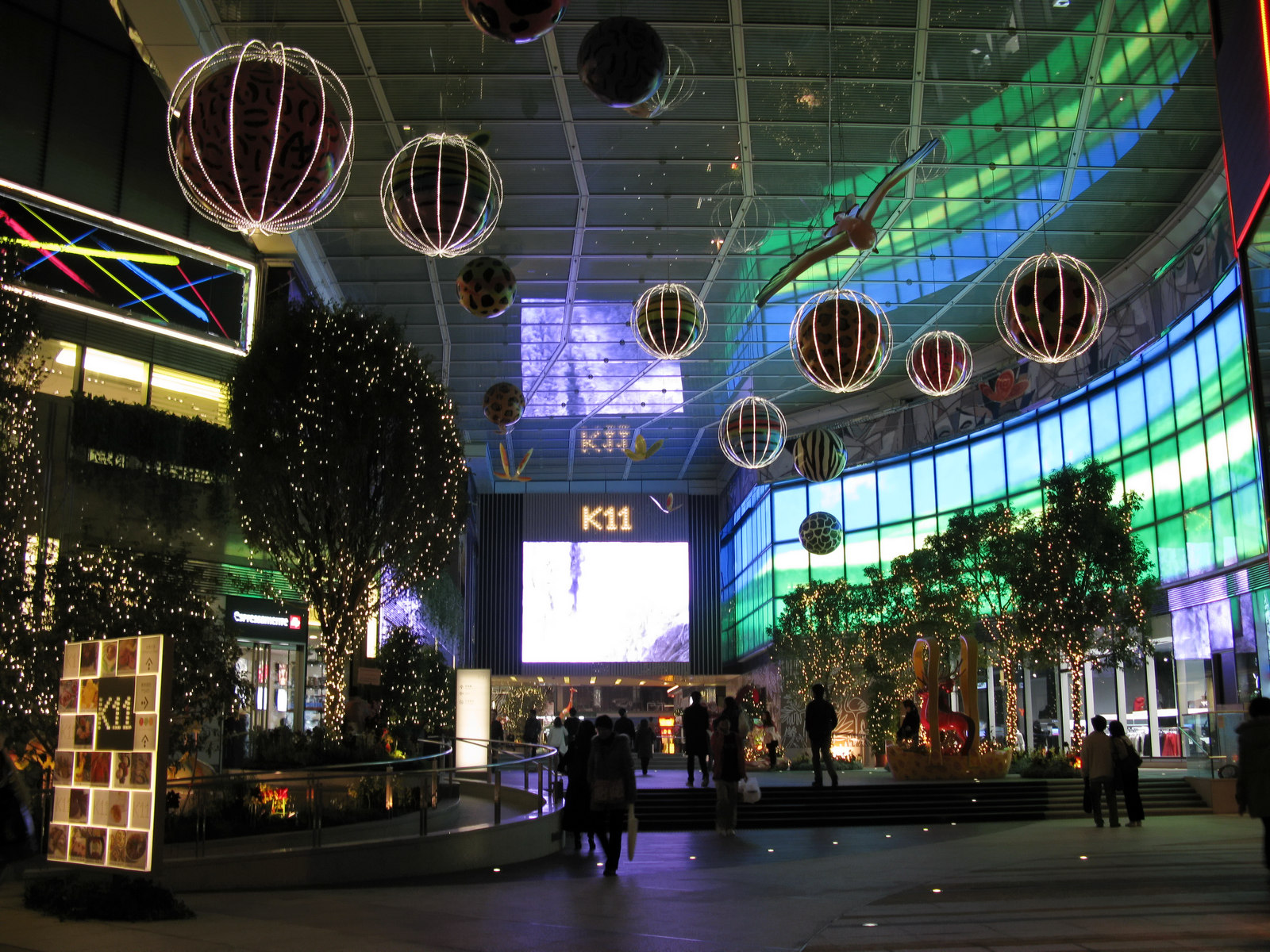
실버코드

K11은 홍콩 짐사저이 더 마스터피스에 위치한 쇼핑 센터이다.